# أوركسترا مدينة هلسنكي

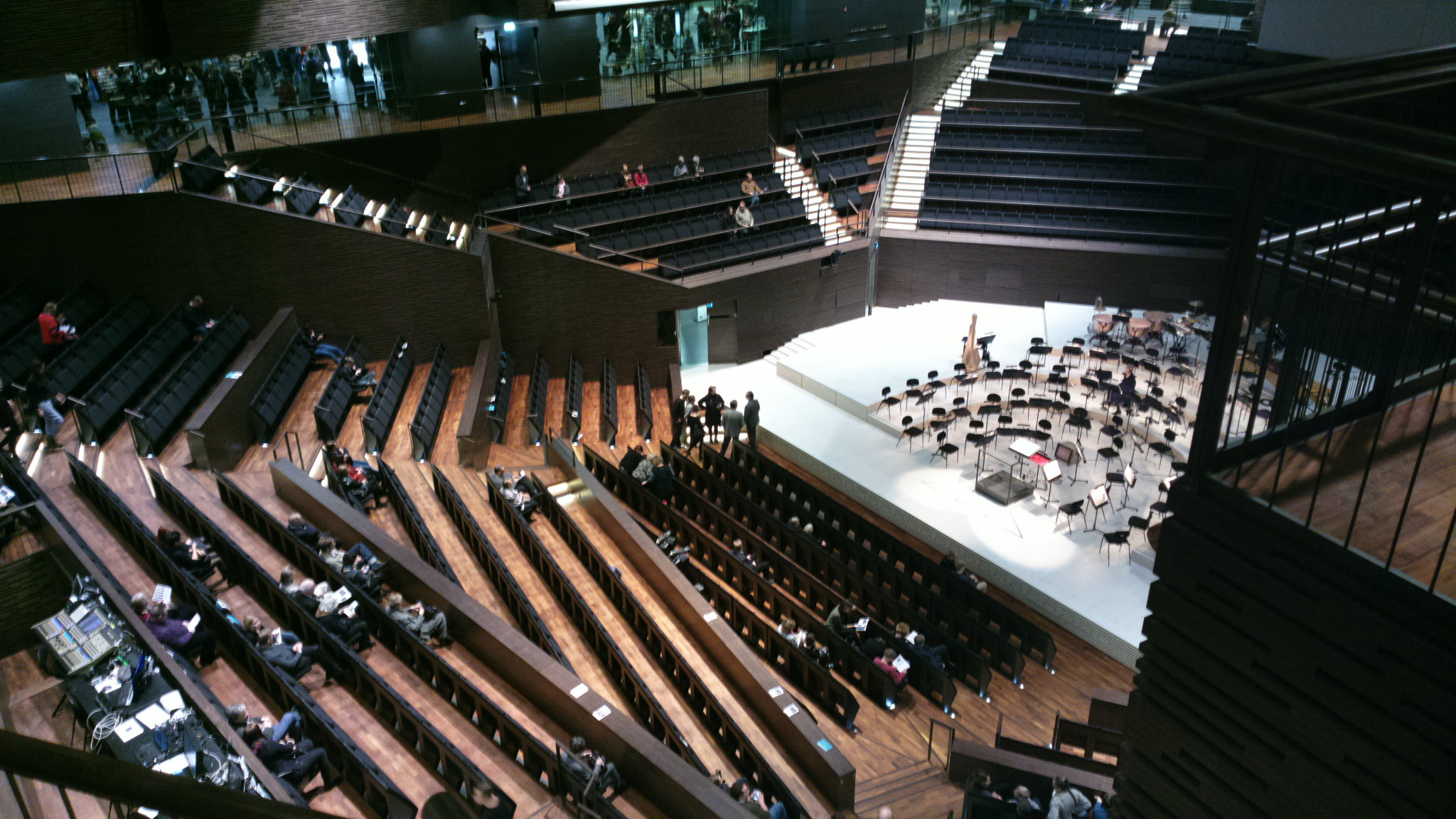

أوركسترا مدينة هلسنكي (بالفنلندية: Helsingin kaupunginorkesteri؛ بالسويدية:Helsingfors stadsorkester) اوركسترا مقرها في هلسنكي، فنلندا. مقر حفلاتها الرئيسي هو دار الموسيقى بهلسنكي.
في عام 1882، بدعم من اثنين من رجال الأعمال الأثرياء، أسس روبرت كايانوس الأوركسترا باسم جمعية هلسنكي أوركسترالية، وشغل منصب قائدها لمدة 50 عاما. كانت الأوركسترا الدائمة الأولى في البلدان الإسكندنافية. في عام 1914 اندمجت مع منافستها اللدود أوركسترا هلسنكي السيمفونية فاكتسبت اسمها الحالي. حتى عام 1962، كانت أيضاً أوركسترا أوبرا فنلندا الوطنية.
قاد ليف سيغرستام الاوركسترا بين عامي 1995-2007، وهو الآن هو قائد فخري. أصبح جون ستورغوردس القائد الضيف الرئيسي على الاوركسترا في عام 2003، وتولى قيادة الاوركسترا في خريف عام 2008 ، مع عقد مبدئي لمدة 4 سنوات.

## روابط خارجية
- أوركسترا مدينة هلسنكي على موقع IMDb (الإنجليزية)
- أوركسترا مدينة هلسنكي على موقع الموسوعة البريطانية (الإنجليزية)
- أوركسترا مدينة هلسنكي على موقع ميوزك برينز (الإنجليزية)
- أوركسترا مدينة هلسنكي على موقع أول ميوزيك (الإنجليزية)
- أوركسترا مدينة هلسنكي على موقع ديسكوغز (الإنجليزية)